# Blumbang (Maduran)
Blumbang is een bestuurslaag in het regentschap Lamongan van de provincie Oost-Java, Indonesië. Blumbang telt 923 inwoners (volkstelling 2010).